# Васильев, Иван Владимирович
Ива́н Влади́мирович Васи́льев (род. 9 января 1989, Тавричанка, Приморский край) — российский артист балета, премьер Михайловского театра. Заслуженный артист России (2014).

## Биография
Родился в посёлке Тавричанка Приморского края в семье военного Владимира Викторовича Васильева.
Учился в Днепропетровской государственной хореографической школе (Украина), с 2002 года — в Белорусском государственном хореографическом колледже, который окончил в 2006 году по классу Александра Коляденко. Во время учёбы стажировался в Большом театре Белоруссии, где исполнил партию Базиля в балете «Дон Кихот» и партию Али в балете «Корсар».
В 2006—2011 годах — в труппе Большого театра, где дебютировал в партии Базиля в балете «Дон Кихот». 1 мая 2010 года стал премьером, минуя звание ведущего солиста. В театре репетировал под руководством Юрия Владимирова.
В 2009 году принимал участие в программе «Короли танца» совместно с такими артистами, как Дэвид Холберг, Николай Цискаридзе, Денис Матвиенко, Хоакин Де Лус и Хосе Мануэль Карреньо.
С 1 декабря 2011 года — премьер Михайловского театра. С сентября 2012 года — также постоянный приглашённый премьер Американского театра балета.
В 2014 году участвовал в картине «Первый бал Наташи Ростовой» на церемонии открытия Олимпиады в Сочи (хореограф-постановщик Раду Поклитару) и в проекте «Соло для двоих» c Натальей Осиповой, где впервые танцевал в постановках Сиди Ларби Шеркауи, Охада Наарина и Артура Пита.
В 2015 году принял участие в обновлённом проекте «Соло для двоих» и дебютировал как балетмейстер — на сцене Концертного зала «Барвиха Luxury Village» прошла премьера «Балета № 1» в его постановке.

### Общественная позиция
В марте 2014 года поддержал аннексию Крыма, подписал письмо Президенту России Владимиру Путину в поддержку аннексии.

## Творчество

### Репертуар в Большом театре
- 2006 — «Дон Кихот», хореография Александра Горского, редакция Алексея Фадеечева — Базиль
- 2006 — «Тщетная предосторожность», хореография Фредерика Аштона, постановка Александра Гранта — Колен
- 2007 — «Баядерка», хореография Николая Зубковского — Золотой божок
- 2007 — «Misericordes», балетмейстер Кристофер Уилдон — Солист
- 2007 — «Корсар», хореография Мариуса Петипа, постановка и новая хореография Алексея Ратманского и Юрия Бурлаки — Танец невольников — первый исполнитель
- 2007 — «Спартак», балетмейстер Юрий Григорович — Три пастуха
- 2007 — «Класс-концерт», хореография Асафа Мессерера — Солист — первый исполнитель
- 2008 — «Корсар», хореография Мариуса Петипа, постановка и новая хореография Алексея Ратманского и Юрия Бурлаки — Конрад
- 2008 — «Пламя Парижа», балетмейстер Алексей Ратманский с использованием хореографии Василия Вайнонена — Филипп
- 2008 — «Спартак», балетмейстер Юрий Григорович — Спартак
- 2008 — «Светлый ручей», балетмейстер Алексей Ратманский — Пётр
- 2009 — «Баядерка», хореография Мариуса Петипа, редакция Юрия Григоровича — Солор
- 2009 — «Эсмеральда», хореография Агриппины Вагановой — Актеон — первый исполнитель
- 2010 — «Щелкунчик», балетмейстер Юрий Григорович — Щелкунчик-принц
- 2010 — «Юноша и смерть», балетмейстер Ролан Пети — Юноша — первый исполнитель
- 2010 — «Петрушка», хореография Михаила Фокина, редакция Сергея Вихарева — Петрушка
- 2011 — «Раймонда», хореография Мариуса Петипа, редакция Юрия Григоровича — Абдерахман
- 2011 — «Утраченные иллюзии», балетмейстер Алексей Ратманский — Люсьен — первый исполнитель
- 2011 — «Жизель», редакция Юрия Григоровича — Граф Альберт
- 2013 — «Коппелия», хореография Мариуса Петипа и Энрико Чеккетти, редакция Сергея Вихарева — Франц
- 2015 — «Сильфида», хореография Августа Бурнонвиля, редакция Йохана Кобборга — Джеймс
- 2015 — «Иван Грозный», балетмейстер Юрий Григорович — Иван Грозный

### Гастроли
2005
- Юбилейный концерт в честь 60-летия Пермского государственного хореографического училища в Перми.

2006
- XX Международный фестиваль балета в Гаване, па де де из балета «Пламя Парижа» и па де де из балета «Дон Кихот» с Натальей Осиповой.

2008
- Гала-концерт «Звёзды сегодняшние и звёзды завтрашние» (па де де из балета «Пламя Парижа» с Натальей Осиповой), завершивший IX Международный конкурс учащихся балетных школ Гран при американской молодёжи (Youth America Grand Prix), учреждённый бывшими артистами Большого балета Геннадием и Ларисой Савельевыми.
- Базиль в спектакле Михайловского театра «Дон Кихот» (Китри — Ирина Перрен).
- Гала-концерты в Казани, завершившие Международный фестиваль классического балета имени Рудольфа Нуреева (па де де из балета «Пламя Парижа», партнерша — Наталья Осипова).
- Гала-концерт на сцене Лионского амфитеатра (вариации и кода из балета «Дон Кихот», па де де из балета «Пламя Парижа», партнерша — Наталья Осипова).
- В рамках Первого сибирского фестиваля балета — Базиль в спектакле Новосибирского театра оперы и балета «Дон Кихот» (с Натальей Осиповой) и Альберт в балете «Жизель» (Жизель — Наталья Осипова).

2009
- Партия Солора в балете «Баядерка» (постановка Игоря Зеленского) в Новосибирском театре оперы и балета (Никия — Наталья Осипова).
- Партия Альберта в балете «Жизель» (редакция Никиты Долгушина) с труппой Михайловского театра в Санкт-Петербурге (Жизель — Наталья Осипова).
- Партия Базиля на Втором сибирском фестивале балета в спектакле Новосибирского государственного академического театра оперы и балета «Дон Кихот» (Китри — солистка НГАТОБ Анна Жарова).
- Участник второй серии проекта агентства Ардани Артистс «Короли танца» (исполнил миниатюру «Вестрис» (хореография Леонида Якобсона) и партию в балете «For 4» (хореография Кристофера Уилдона).

2010
- Партия Фредери в балете «Арлезианка» (хореография Ролана Пети) в Риме с балетной труппой Римской оперы.

2011
- Приглашённый солист Американского театра балета в спектаклях на сцене нью-йоркской Метрополитен-оперы: Пётр в балете «Светлый ручей» (Зина — Ксиомара Рейес) и Франц в балете «Коппелия» в редакции Ф. Франклина (Сванильда — Ксиомара Рейес)
- Приглашённый артист Английского Национального Балета в спектаклях на сцене Лондонского Колизея (London Coliseum): Ромео в балете Фредерика Эштона «Ромео и Джульетта» (Джульетта — Наталья Осипова) и Юноша в балете Ролана Пети Пети «Юноша и смерть» (партнерша — Жи Джанг)
- Гала-концерты в Буэнос-Айресе на сцене театра «Колисео» (Coliseo) с Натальей Осиповой: па де де из балета «Дон Кихот» и «Серенада» (хореограф Мауро Бигонзетти)

2012
- В рамках Пятого Сибирского фестиваля балета с труппой Новосибирского театра: Спартак (Фригия — солистка НГАТОБ Анна Жарова) и Солор в балете «Баядерка» (Никия — солистка НГАТОБ Анна Одинцова).

2013
- Приглашённый солист (Мариинский театр, Санкт-Петербург): Блудный сын в балете «Блудный сын» (хореография Джорджа Баланчина); Юноша в балете «Юноша и смерть» (хореография Ролана Пети)(партнерша — солистка Мариинского театра Виктория Терешкина); Базиль в балете «Дон Кихот» (Хореография Александра Горского (1902) по мотивам спектакля Мариуса Петипа)(Китри- солистка Мариинского театра Анастасия Матвиенко)

2014
- Партия Солора в балете «Баядерка» (постановка Наталии Макаровой) в Москве с балетной труппой Московского музыкального театра им. К. С. Станиславского и Вл. И. Немировича-Данченко (Никия — солистка МАМТ Анна Оль, Гамзатти — солистка МАМТ Оксана Кардаш).
- Приглашённый солист (Ла Скала, Милан): Призрак Розы в балете «Видение Розы» (хореография Михаила Фокина); Рубины в балете «Драгоценности» (хореография Джорджа Баланчина)

## Репертуар вМихайловском театре
- 2011 — «Спящая красавица», балетмейстер Начо Дуато — Принц Дезире
- 2012 — «Лауренсия», хореография Вахтанга Чабукиани в редакции Михаила Мессерера — Фрондосо
- 2012 — «Баядерка», хореография Мариуса Петипа, новая редакция Михаила Мессерера — Солор
- 2012 — «Дон Кихот», хореография Александра Горского, новая редакция Михаила Мессерера — Базиль
- 2012 — «Лебединое озеро», хореография М. Петипа, Л. Иванова и А. Горского в редакции Михаила Мессерера — Злой гений
- 2012 — «Ромео и Джульетта», балетмейстер Начо Дуато — Ромео
- 2013 — «Пламя Парижа», хореография Василия Вайнонена, новая редакция Михаила Мессерера — Филипп
- 2014 — «Тщетная предосторожность», хореография Фредерика Аштона, постановка Михаила Мессерера и Майкла О’Хэйра — Колен
- 2014 — «Класс-концерт», хореография Асафа Мессерера, постановка Михаила Мессерера — Солист — первый исполнитель
- 2014 — «Привал кавалерии», хореография Мариуса Петипа в редакции Петра Гусева — Пётр
- 2015 — «Корсар», хореография Мариуса Петипа, постановка Михаила Мессерера — Конрад

## Отзывы
Ивана Васильева сравнивают в прессе с его однофамильцем, народным артистом СССР Владимиром Васильевым. Так, «Российская газета» отмечала:

На сцене Большого, как и многих других мировых сцен, 20-летний Иван исполняет две самые знаменитые партии своего выдающегося предшественника — Базиля в «Дон Кихоте» и Спартака в одноимённом спектакле. Танцует по-своему, но так же отточенно, могуче и ликующе. А схожесть эта исходит из того, что в Васильеве-младшем взошёл главный дар Васильева-старшего.

Партия Спартака в исполнении Ивана Васильева получила высокую оценку у публики и критиков:

Спартак Ивана так молод, что ещё не предается философским раздумьям. Конечно, он стремится вырваться на свободу, но действует импульсивно, наполняя танец буйной силой молодости. Спартак Ивана Васильева привлекает единомышленников к борьбе, как привлек бы товарищей на свободе к безрассудным играм и опасным затеям — от избытка молодых сил и азарта.

Конечно, Иван Васильев обладает фантастическим прыжком, высоким, с зависанием в воздухе. Но главное — прыжок Ивана Васильева в «Спартаке» — не самоцель, не трюк ради трюка, чем грешат сегодня молодые танцовщики. Ивану Васильеву удалось остаться в рамках хореографии и замысла балета, его прыжок заряжен той же экспрессией, какую вложил в эту хореографию её создатель.
Отклик известного балетного критика Исмены Браун на спектакль «Ромео и Джульетта» (Лондон, июль 2011):

Этот союз двоих самых волнующих мировых звезд из Большого в редко исполняемом «Ромео и Джульетта» Фредерика Аштона нельзя пропустить. Наталья Осипова и Иван Васильев — реальная любовная пара, а, кроме того, они феноменальные партнеры в работе и страстные артисты.
Свежесть юности, свободный поток эмоций, совершенство их танца и сценического образа обогатили камерную версию трагедии… В его танце чувствовался фатализм, предначертанность судьбы. Этот Ромео был настроен на трагический исход даже несколько больше, чем Джульетта. Такая тонкая настройка чувства редко встречается даже у танцовщиков большего калибра, и это выделяет Васильева как артиста способного проживать на сцене эмоциональные дилеммы, а не просто потрясать зрителя своим физическим динамизмом.

## Фильмография
- 2010 — «Пламя Парижа» — Филипп
- 2011 — «Дон Кихот» — Базиль

## Награды и премии
- 2004 — Лауреат Международного конкурса артистов балета в Варне (III премия, младшая группа)
- 2005 — Лауреат Международного конкурса артистов балета в Москве (I премия, младшая группа)
- 2006 — Лауреат Открытого конкурса артистов балета России «Арабеск» в Перми (I премия и приз Фонда балета Кореи)
- 2006 — Лауреат Международного конкурса артистов балета в Варне (Специальное отличие)
- 2007 — Молодёжный грант премии «Триумф»
- 2008 — Приз журнала «Балет» «Душа танца» в номинации «Восходящая звезда»[10]
- 2008 — Национальная английская танц-премия Круга критиков (National Dance Awards Critics' Circle) в номинации «В свете прожектора / Spotlight Award»
- 2009 — Приз Международной ассоциации деятелей хореографии «Benois de la dance» за исполнение партий Конрада в «Корсаре» и Филиппа в «Пламени Парижа»
- 2010 — Международная балетная премия Dance Open в номинации «Мистер Виртуозность»
- 2011 — Национальная английская танц-премия Круга критиков (National Dance Awards Critics' Circle) в номинации «Лучший танцовщик»
- 2011 — Гран-при Международной балетной премии Dance Open
- 2011 — Премия Леонида Мясина (Позитано, Италия)
- 2014 — Заслуженный артист Российской Федерации[11]

### Видео
- Монологи о себе. Иван Васильев Телеканал Культура, 19.11.2010
- На ночь глядя. Иван Васильев Первый канал, 04.12.2014